# Arnold Allen
Arnold Allen (født 17. januar 1994 Suffolk i England i Storbritannien) er en engelsk MMA-udøver, der siden 2015 har konkurreret i fjervægt-divisionen i Ultimate Fighting Championship (UFC). Han har tidligere konkurreret i Cage Warriors hvor han vandt 5 ud af 6 kampe.
Han er i Danmark bedst kendt for sin submission-sejr over danske Mads Burnell på UFC Fight Night: Thompson vs. Till den 27. maj 2018. Han er tidligere kickbokser og amatørbokser og er ubesejret i begge kampsport.

## Baggrund
Født og opvokset i Suffolk, begyndte Allen at træne MMA som teenager og deltag i adskillige amatørkampe før han blev professionel i 2012.

## MMA-karriere

### Tidlige karriere
Han fik professionelle debut hvor han konkurrerede i fjervægt på lokale stævner overalt i Storbritannien, incklusive kampe i Cage Warriors. Han opbyggede en rekordliste på 9 – 1 i løbet af sine første 3 år som professionel.
Efter sin TKO-sejr over Paul Cook i november 2014, skrev Allen kontrakt med UFC.

### Ultimate Fighting Championship
Allen fik sin UFC-debut den 20. juni 2015 som en erstatning med kort varsel for en skadet Mike Wilkinson mod Alan Omer på UFC Fight Night: Jędrzejczyk vs. Penne. Efter muligvis at have tabt de 2 første omgange vandt Allen kampen via submission i 3. omgang. Han fik for sin sejr tildelt Performance of the Night bonus-prisen.
Allen mødte herefter Yaotzin Meza den 27. februar 2016 på UFC Fight Night: Silva vs. Bisping. Han vandt kampen via enstemmig afgørelse.
Allen skulle have mødt Mirsad Bektic den 8. oktober, 2016 på UFC 204. Men på grund af en skade måtte Allen melde afbud til kampen og blev erstattet af Russell Doane.
Allen mødte finske Makwan Amirkhani den 18. marts 2017 på UFC Fight Night: Manuwa vs. Anderson. Han vandt kampen via delt afgørelse.
Allen skulle have mødt Enrique Barzola på UFC 220 den 20. januar 2018. Men Allen meldte afbud til kampen den 11. januar på grund af visa-problemer hvilket forhindrede ham i at kunne rejse. Following this announcement, It was determined that Allen would be replaced by Matt Bessette at UFC 220.
Allen mødte danske Mads Burnell den 27. maj 2018 på UFC Fight Night: Thompson vs. Till. Han vandt kampen via front choke submission i 3. omgang. Denne sejr tildelte ham Performance of the Night bonus-prisen.
Allen skulle have mødt Gilbert Melendez den 30. november, 2018 at The Ultimate Fighter 28 Finale. Men Melendez meldte afbud til kampen den 5. november og blev erstattet af Rick Glenn. Herefter meldte Allen afbud til kampen den 16. november på grund af en flænge under sin træning.

## Mesterskaber og hæder
- Ultimate Fighting Championship
  - Performance of the Night (2 gange) vs. Alan Omer og Mads Burnell[17]

## Privatliv
Allen fik en 5-måneders betinget dom efter at være dømt skyldig i vold, for sin rolle i et slagmål den 23. december, 2016 tæt ved Ipswich hvor 6 mennesker blev skadet, hvoraf 5 var kvinder. Som et resultat af dette kunne Allen risikere rejseforbud på grund af sin dom.

## Externe henvisninger
- Arnold Allen – UFC.com
- Arnold Allen – Sherdog.com

- Arnold Allen hos Sherdog (engelsk)